# Малиновский, Александр Александрович (биолог)
Александр Александрович Малиновский (12 июля 1909, Париж — 16 апреля 1996, Москва) — советский и российский учёный и философ, специалист в области биологии и генетики, теории и практики применения системного подхода, тектологии и кибернетики.

## Биография
Родился 12 июля 1909 в семье профессиональных русских революционеров-эмигрантов Александра Александровича Богданова и Анфусы Ивановны Смирновой. Мама, прошедшая тюрьмы и ссылки, болела туберкулёзом. Крещён в соборе Александра Невского.
За неделю до начала Первой мировой войны с матерью приехал в Барнаул. После смерти матери от туберкулёза в 1915 году, переехал в Москву и воспитывался Л. П. Павловой (†1952), подруги матери. Учился в гимназии Репман, затем — в гимназии Брюхоненко. Содержание сына взял на себя отец, ставший сыну близким духовно человеком.
В 1926 году, после неудачи с поступлением на физико-математический факультет, Александр поступил на медицинский факультет Московского университета. Во время учёбы заинтересовался психиатрией, своим учителем впоследствии считал П. Б. Ганнушкина, с его разрешения курировал нескольких больных. В 1927 году перенёс экспериментальное переливание крови под наблюдением отца, возглавившего за год до этого им же созданный Государственный институт переливания крови. Смерть отца, произведшего на себе обменное переливание крови (возможно из-за неизвестной тогда резус-несовместимости), 7 апреля 1927 года вызвала у Александра тяжёлое нервное потрясение.
Завершил образование в 1931 году (когда факультет был преобразован в 1-й Московский медицинский институт).
С 1931 — аспирант Института экспериментальной биологии Наркомздрава РСФСР, по окончании аспирантуры работал там же.
В 1935 году защитил кандидатскую диссертацию по изучению конституции человека. Этими проблемами он начал заниматься ещё студентом, не без участия отца познакомившись с книгой Э. Кречмера «Строение тела и характер»
По 1948 — научный сотрудник Института экспериментальной биологии Наркомздрава РСФСР (с 1939 — Институт цитологии, гистологии и эмбриологии АН СССР). Секретарь «Эволюционной бригады» Д. Д. Ромашова (ученика Н. К. Кольцова), в разные годы в ней сотрудничали С. С. Четвериков, математики А. Н. Колмогоров и А. А. Ляпунов. Вёл исследования по генетике (первая его научная статья — «Роль генетических и феногенетических явлений в эволюции вида».
А. А. Малиновский — участник Великой Отечественной войны. Мобилизован 22 июня 1941 года, (военврач 3-го ранга); в 1941—1942 руководил лабораторией военного госпиталя близ Торжка. К началу 1943 года демобилизован по болезни, вернулся на работу в Институт цитологии, гистологии и эмбриологии. В 1947 году перевёл на русский язык книгу Э. Шредингера «Что такое жизнь с точки зрения физика».
На августовской сессии ВАСХНИЛ 1948 года был квалифицирован в докладе Т. Д. Лысенко как «вейсманист», после чего был уволен с работы. Три года не мог трудоустроиться и до 1951 года с семьёй существовал благодаря поддержке А. И. Витвера (брат матери жены А. А. Малиновского).
В 1951 году по приглашению академика АМН СССР В. П. Филатова (узнавшем о Малиновском, разбирая бумаги брата — выдающегося эмбриолога Д. П. Филатова) стал сотрудником его Института глазных болезней в Одессе, возглавил научно-лабораторный сектор, периодически выполнял обязанности заместителя директора. Участвовал в Совещаниях по применению математических методов в биологии (1959—1964). Выполнил ряд работ по тканевой терапии, исследованию миопии и другим вопросам офтальмологии. За работы в области борьбы с близорукостью был награждён знаком «Отличник здравоохранения».
В 1965 году приглашён в Москву, в 1965—1970 годах — консультант вице-президента Академии наук, лауреата Нобелевской премии академика Н. Н. Семенова по вопросам развития современной биологии.
Одновременно организовал и возглавил курс генетики на медико-биологическом факультете 2-го Московского медицинского института. В 1967 году присвоена степень доктора биологических наук, в 1969 году — звание профессора.
С 1974 — старший научный сотрудник сектора истории биологии Института истории естествознания и техники Академии наук СССР.
1979—1986 — сотрудник Всесоюзного научно-исследовательского института системных исследований (ВНИИСИ).
В 1986 вышел на пенсию, продолжал публиковать научные труды.

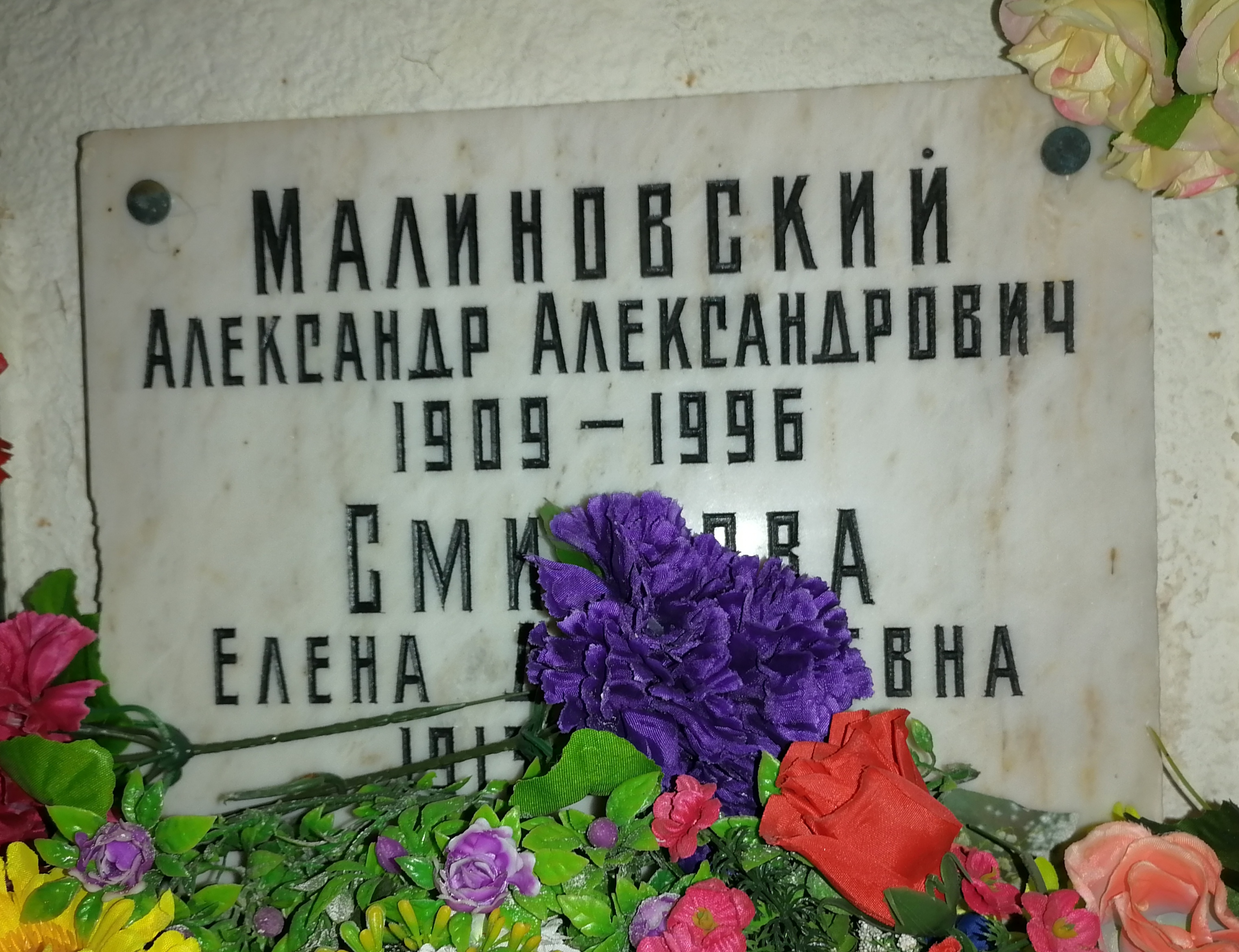
Семейное захоронение А. Малиновского на новом Донском кладбище, колумбарий № 18 зал 15

Скончался после тяжелой продолжительной болезни 16 апреля 1996. Похоронен в колумбарии Нового Донского кладбища.

## Вклад в науку
Анализировал понятия обратной отрицательной связи и обратной положительной связи, применил их к вопросам регуляции гормонального баланса. Принципы и подходы этого медико-биологического исследования, близкие к системно-кибернетическому подходу в его сегодняшнем понимании, представляют самостоятельную ценность.
Сформулировал системные принципы в области биологической эволюции.
Сформулировал принцип существования оптимума изоляции для эволюции популяций (где «борются интересы» дрейфа и отбора) и предложил две модели оптимальной структуры популяции.
Выделил типы управляющих биологических систем и их приспособительное значение.
Изучил соотношение процессов возбуждения и торможения при экспериментальной эпилепсии.
Сформулировал четыре требования к критерию вида как эволюционного целого: (всеобщность, объективность, единство, специфичность).
Предложил классификацию систем (дискретные или корпускулярные системы; системы с фиксированными отношениями отдельных звеньев; системы из двух или более взаимно влияющих (по типу обратной связи) звеньев).

## Семья
- Жена — Елена Дмитриевна Смирнова (1913—1989), доцент географического факультета МГУ; соавтор А. А. Малиновского.
- Дочь — Наталья Александровна Смирнова (род. в 1938 г.) — математик, окончила механико-математический факультет МГУ.
- Сын — Александр Александрович Малиновский (род. в 1945 г.), окончил математический факультет ЛГУ.

## Интересные факты
Крёстным отцом А. А. Малиновского был А. В. Луначарский.
«Котик» Малиновский ходил в детский сад русских политэмигрантов в парижском парке Монсури вместе с двоюродным братом «Тото» Луначарским — сыном А. В. Луначарского и его первой жены Анны Александровны — сестры А. А. Богданова-Малиновского. Так же этот детский сад посещали Виктор Некрасов и Леонид Кристи.
В 1990 году «особый вклад в сохранение и развитие генетики и селекции, подготовку высококвалифицированных научных кадров» А. А. Малиновского были отмечены правительством и государством высшим советским орденом, орденом Ленина.

## Награды
- Медаль «За победу над Германией в Великой Отечественной войне 1941—1945 гг.»[1]
- Медаль «За доблестный труд в Великой Отечественной войне 1941—1945 гг.»[1]
- Орден Ленина (1990) — за особый вклад в сохранение и развитие генетики и селекции, подготовку высококвалифицированных научных кадров
- Нагрудный знак «Отличник здравоохранения»